# Julius Africanus
(Caius?) Julius Africanus était un célèbre orateur sous le règne de Néron.

## Famille
Il était le fils de Julius Africanus, un aristocrate Santons, qui fut condamné par Tibère en 32 apr. J.-C..

## Biographie
Quintilien, qui avait été son élève, parlait de lui et de Domitius Afer comme des meilleurs orateurs de leur temps. L'éloquence d'Africanus était principalement caractérisée par la véhémence et l'énergie,. Pline le Jeune mentionne un petit-fils de ce Julius Africanus, qui était aussi un avocat et s'est opposé à lui à une occasion.

En 59, après que Néron a fait supprimer sa mère Agrippine, Africanus aurait été l'ambassadeur de l'assemblée du confluent auprès de l'empereur Néron.
« Et insigniter Africanus apud Neronem de morte matris : « Rogant te, Caesar, Galliae tuae ut felicitatem tuam fortiter feras. »

« Un autre exemple est la remarque frappante faite par Africanus à Néron sur la mort de sa mère : « César, tes provinces de Gaule te prient de supporter ton bonheur avec courage. »
Iulius Secundus, un autre orateur gaulois de renom, a écrit sa biographie (Vita Iulii Africani), aujourd'hui perdue.